# چاتراپاتی (فیلم ۲۰۲۳)
چاتراپاتی (انگلیسی: Chatrapathi) فیلم هندی اکشن هندی-زبان است که در سال ۲۰۲۳ اکران شد، کارگردانی این فیلم برعهده وی. وی. وینایاک بود و توسط جایانتیلال گادا از شرکت پن استودیوز ساخته شد. این فیلم بازساخته‌ای از فیلمی با همین نام محصول سال ۲۰۰۵ صنعت سینمای تالیوود است. بازیگران اصلی بلامکوندا سرینیواس که عنوان فیلم بر اساس نقشی است که او بازی کرده و اولین حضور بلامکوندا در طی دوران بازیگری در صنعت فیلم هندی است، همراه با نصرت باروچا، بهاگیاشره، شاراد کلکار، فردی دارووالا، کاران سینگ چابرا، راجندرا گوپتا و راجش شرما در نقش مکمل هستند.
این فیلم در روز ۱۲ مهٔ ۲۰۲۳ اکران شد که نظرات منفی منتقدان را در پی داشت و در گیشه فروش به فیلم شکست خورده تجاری تبدیل شد.